# Suicídio de Jadin Bell
Jadin Robert Joseph Bell (La Grande, 4 de junho de 1997 – Portland, 3 de fevereiro de 2013) foi um adolescente estadunidense conhecido por seu suicídio, que elevou o perfil nacional sobre o bullying juvenil e a vitimização gay no bullying.
Bell, um jovem gay de 15 anos, foi "intensamente intimidado" tanto pessoalmente quanto na internet por ser gay. Ele era membro da equipe de líderes de torcida da La Grande High School em La Grande, Oregon, onde estava no segundo ano. Em 19 de janeiro de 2013, Bell foi para uma escola primária local e se enforcou num parque infantil,. Ele não morreu imediatamente e então foi levado às pressas para o pronto-socorro, onde foi mantido em aparelhos de suporte vital.
A Associated Press relatou que um porta-voz do Hospital OHSU em Portland anunciou que, após ser retirado do aparelho de suporte de vida, Bell morreu em 3 de fevereiro de 2013.
A morte de Bell foi amplamente divulgada na mídia, dando início a discussões sobre o bullying, o efeito que isso tem sobre os jovens e o bullying contra gays. The Huffington Post, Salon, Oregon Public Broadcasting, The Raw Story, GLAAD, PQ Monthly, Pink News e muitos outros meios de comunicação publicaram sobre a morte de Bell. A mídia noticiou que seu suicídio foi resultado da homofobia que sofria, o que o pai de Bell diz acreditar plenamente, afirmando: "Ele estava sofrendo muito. [O suicídio] foi por causa do bullying na escola. Sim, houve outros problemas, mas no final das contas foi tudo devido ao bullying, por não ser aceito por ser gay."
Sobre a morte de Bell, o ativista LGBTQ do Oregon, Alex Horsey, afirmou: "Às vezes, pode ser fácil se desconectar de tantas histórias como a de Jadin na mídia… Cada história (incluindo aquelas não divulgas pela mídia) tem igual importância… É chocante que a história de Jadin teve que ser um lembrete das consequências terríveis de bullying, em vez de uma história de uma superação de adversidades jovem e uma comunidade a mudar suas maneiras."

## Legado

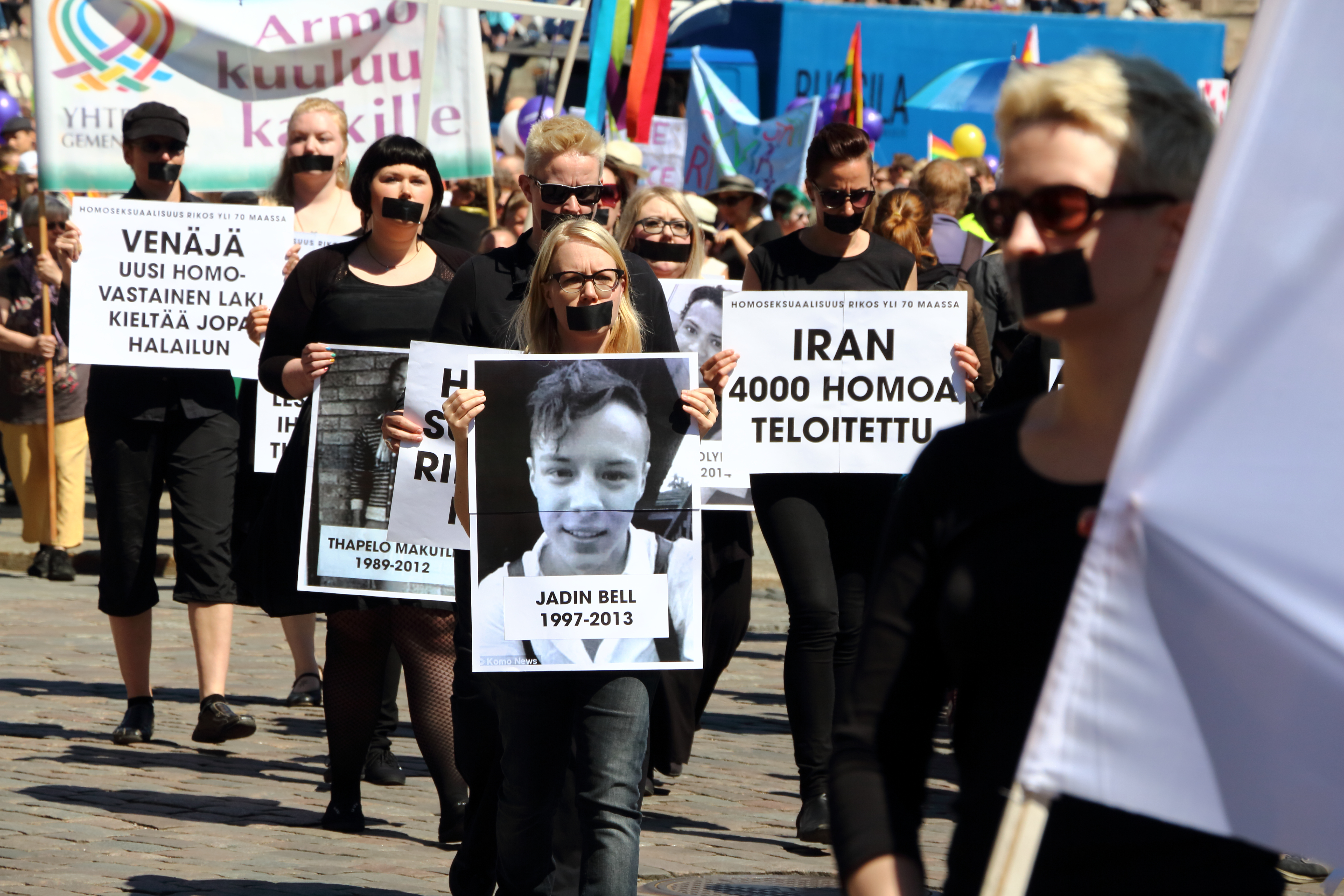
Um manifestante com marcha para aqueles que não podem segurar uma placa em memória de Jadin Bell no Orgulho de Helsinque de 2014

Após a morte de Bell, seu pai, Joe Bell, planejou uma homenagem em forma de cross-country em homenagem a seu filho. Ele planejou caminhar por todo o território dos Estados Unidos dentro de dois anos, espalhando a consciência sobre o bullying e os efeitos que ele pode ter. Bell se demitiu de seu cargo na Boise Cascade e ajudou a lançar Faces for Change, uma fundação anti-bullying sem fins lucrativos, para discursar em escolas de ensino médio nos Estados Unidos. Ele declarou: "Não fazer nada é inaceitável. [Aqueles que assistem e não fazem nada] são igualmente culpados. Eles estão dizendo que isso [o bullying] é aceitável."
Joe Bell começou a caminhada em abril de 2013 e morreu no meio da jornada depois de ser atropelado por um semi-caminhão no Colorado em 9 de outubro de 2013. Ele foi declarado morto no local nas margens da rodovia US 40 quando as autoridades chegaram. O motorista do caminhão, Kenneth Raven, foi acusado de direção imprudente e possivelmente adormeceu ao volante.
Faces for Change criou um programa de bolsas escolares em memória de Jadin Bell "para conceder prêmios a instituições escolares em nome de indivíduos que demonstraram um compromisso com a diversidade e o desenvolvimento da tolerância da comunidade em nossa área de serviço".
A história foi adaptada para o filme Joe Bell de 2020.